# Посольство Германии в Таиланде
Посольство Германии в Таиланде (нем. Deutsche Botschaft Bangkok, тайск. สถานเอกอัครราชทูตเยอรมนีประจำประเทศไทย) — дипломатическая миссия Германии в Таиланде. Расположено в столице Бангкоке по адресу: 9 South Sathorn Road, Яннава, на площади около 28 000 м². Здание принадлежит правительству Германии.
Действующий посол Германии в Таиланде Георг Шмидт с 2018 года.
Также имеются следующие почётные консульства:
- Почётное консульство в Северном Таиланде в Чиангмае;
- Почётное консульство в Южном Таиланд в Пхукете[5];
- Почётное консульство в Восточном Таиланде в Паттайе.

## Организационная структура
Посольство состоит из семи отделов.
- Администрация[7]
- Политические вопросы[8]
- Связи с прессой[9]
- Экономический отдел[10]
- Юридические и консульские вопросы с визовым отделом[11]
- Культурные вопросы[12]
- Военный атташе[13].

## Мероприятия
Граждане Германии могут зарегистрироваться в посольстве, чтобы получать информацию по консульским вопросам и другим мероприятиям. Курирует Институт имени Гёте в Бангкоке. Посольство является одним из организаторов ежегодно проводимого «Fest der Deutschen» в Бангкоке, крупного культурного мероприятия, на котором присутствуют более 1000 гостей.